# 수바 (행정 구역)
수바(페르시아어: صوبه)는 무굴 제국의 최상급 행정 구역을 가리키는 용어였다. 이 용어는 인도 아대륙의 다른 정치권에서도 사용되었다. 이 단어는 아랍어와 페르시아어에서 유래했다. 수바의 주지사/통치자는 수바다르("수베다르"라고도 함)로 알려졌으며, 나중에 인도군과 파키스탄군의 장교를 지칭하는 수베다르의 어원이 되었다. 수바는 1572~1580년 무굴 황제 악바르가 행정 개혁을 단행하면서 설립했으며, 처음에는 12개였으나 악바르의 정복으로 통치 말기에는 수바의 수가 15개로 늘어났다. 수바는 사르카르 또는 구로 나뉘었다. 사르카르는 다시 파르가나 또는 마할로 나뉘었다. 그의 후계자들, 특히 아우랑제브는 정복을 통해 수바의 수를 더욱 확장했다. 18세기 초에 제국이 해체되기 시작하면서 많은 수바가 사실상 독립하거나 마라타나 영국에 정복당했다.
현대적 의미에서 수바(우르두어: صوبہ)는 주로 파키스탄에서 우르두어로 주를 가리키는 단어이다.

## 같이 보기
- 인도의 행정 구역